# Jim Pomeroy
Jim Pomeroy   (Sunnyside, 16 de novembre de 1952 - Tampico, 6 d'agost de 2006), conegut familiarment com a Bimbo, va ser un pilot professional de motocròs estatunidenc.
El 8 d'abril de 1973, a només 20 anys, esdevingué el primer americà a guanyar una cursa del Campionat del Món de motocròs en vèncer al Gran Premi d'Espanya de 250cc, celebrat al Circuit del Vallès, al manillar d'una Bultaco Pursang MK6. La notícia de la seva victòria es va escampar com la pólvora als Estats Units, on el motocròs estava en aquells moments guanyant molta popularitat, i va fer que molts pilots d'aquell país consideressin la possibilitat de desplaçar-se a Europa a competir amb els millors del món, cosa que feren relativament aviat i amb força èxit.

## Resum biogràfic
A casa seva el motociclisme era l'esport familiar: El seu pare, Don Pomeroy, era un pilot d'èxit als anys 50 i 60; el seu germà petit Ron, la seva germana Debbie i la seva mare també hi participaven.
Començant amb la seva primera moto, una Yamaguchi 55, i canviant-la progressivament per una Yamaha 80, 100 i una DT1 250, Jim van córrer curses de flat track, hillclimb i motocròs.
Pomeroy va créixer immers en el motociclisme i les curses. Els primers anys, però, li va costar guanyar-ne cap atesa la diferència d'edat i de nivell amb els altres corredors. En veient que li calia un estímul, son pare li va "arranjar" un trofeu perquè Jim el pogués guanyar, sense que aquest ho arribés a saber, però, fins força anys després. Tot va ser aconseguir aquest trofeu i començar després a guanyar una cursa rere l'altra
Amb només 13 anys Pomeroy havia acumulat una gran col·lecció de trofeus en tota mena d'especialitats: flat track, motocròs, hillclimb i fins i tot motos de neu. La popularitat de Pomeroy aviat es va escampar pel nord-oest dels EUA i el Canadà, i va començar a rebre ofertes professionals. Atès que als EUA l'edat mínima per a un pilot professional és de 18 anys, Pomeroy se'n va anar al Canadà on el requisit d'edat n'era només de 16. Allí va guanyar el Campionat del Canadà Occidental, el Campionat de Manitoba i diversos campionats regionals.
El novembre de 1970, Pomeroy va fer 18 anys i ja va poder participar en curses professionals als EUA. La seva primera cursa del Campionat AMA fou a Puyallup (Washington) en 250 cc, on va acabar sisè a la general.
El 1971, Pomeroy va competir en curses regionals, però va córrer una prova Inter-AMA i una Trans-AMA, on va destacar pel seu pilotatge arriscat i espectacular. El 1972 ja va córrer els campionats nacionals de motocròs de 250 cc i 500 cc i la Trans-AMA com a corredor privat amb una Bultaco. Va començar amb una victòria en 250 cc al circuit de Saddleback Park a Irvine, Califòrnia, i va acabar el Campionat de 500 cc cinquè a la general, destacant clarament com un dels més prometedors nous pilots americans de motocròs. L'AMA li va reconèixer el seu èxit incloent-lo al primer equip que va representar els EUA al Motocross des Nations.

### Èxits internacionals amb Bultaco
El 1973, Pomeroy va signar un contracte amb un distribuïdor local de Bultaco. L'acord incloïa un viatge a Europa per córrer una sèrie de curses abans no comencés la temporada dels EUA. Precisament, córrer a Europa era de feia temps el somni de Pomeroy.
Com a preparació per al primer GP, que s'havia de celebrar al Circuit del Vallès, Pomeroy va córrer un parell de curses internacionals a Bèlgica i a Catalunya per tal d'obtenir una mica d'experiència amb els circuits i pilots europeus. Aviat es va adonar que podia guanyar i va arribar a la primera cursa de la temporada, el GP de 250 cc del Vallès, amb la moral al màxim. Després d'aconseguir una posició entre els 10 millors a la graella de sortida, va començar la seva primera cursa internacional en primera posició, un cop va haver avançat tots els pilots en el primer revolt (el qual agafà per l'exterior, fent servir la seva experiència en flat track). Pomeroy guanyà aquella mànega i va passar a liderar el Campionat Mundial de motocròs de 250cc. La victòria al Gran Premi, però, li correspongué a l'alemany Hans Maisch, en empatar a punts amb Pomeroy i tenir 7 segons d'avantatge en el còmput de temps global.
Bultaco, en vistes d'aquell èxit esclatant, va signar ràpidament un nou contracte amb ell per a córrer tot el mundial. Al començament, molts contrincants consideraven que la victòria de Pomeroy va ser una casualitat, però el jove Jim, a només 20 anys, va convèncer els escèptics amb grans resultats durant tota la temporada (incloent-hi un segon a la general al GP d'Itàlia) i un setè lloc final al campionat del món. Un cop acabada la temporada, va tornar als EUA per prendre part en diverses curses dels campionats AMA, acabant el de 250 cc en 10è lloc, tot i haver-ne corregut només 5 de les 15 curses oficials. Va córrer també amb èxit la Trans-AMA aquella tardor i al final va aconseguir el premi al pilot de motocròs més popular de l'AMA. També va ser seleccionat per la revista Motorcyclist com a All Star MX de 1973.

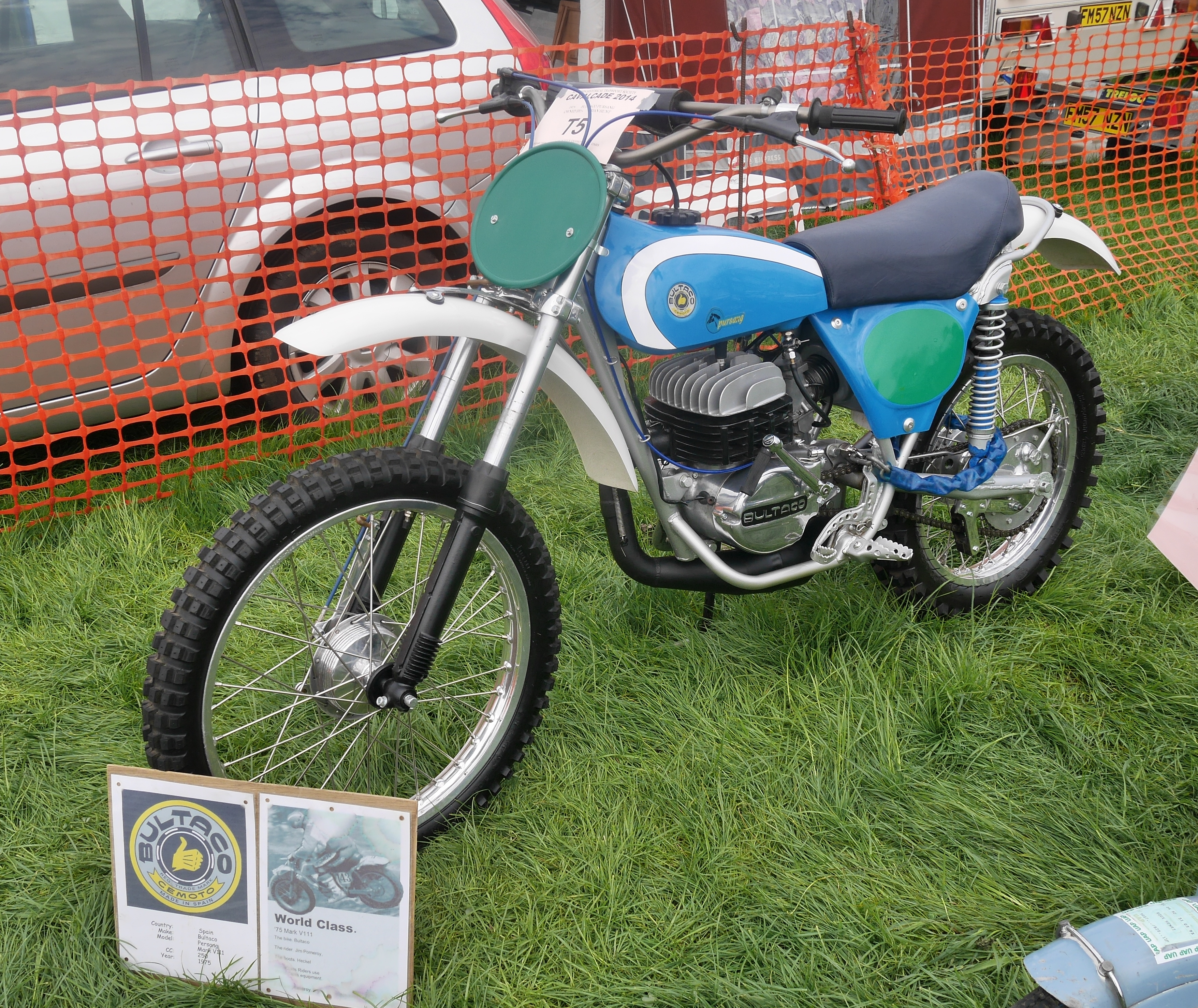
Bultaco Pursang MK8 (1975). D'ençà de 1974, les Pursang canviaren el vermell tradicional pel blau amb ratlles blanques, a imatge del casc de Pomeroy

El 1974, Pomeroy va començar la temporada als EUA guanyant la primera cursa de Supercross (motocròs indoor) celebrada a l'estadi Astrodome de Houston. Al Campionat Mundial, va tenir mala sort i els problemes mecànics el van fer acabar en la 14a posició final. Els seus millors llocs van ser sengles terceres places als GP de Bèlgica i Txecoslovàquia. A la Trans-AMA, també amb fallides mecàniques, va ser quart de la general i el primer nord-americà del torneig. Finalment, va acabar l'any de forma excel·lent en ser el primer pilot no-campió del món a guanyar el Trophée des Nations.
El 1975, Pomeroy va tenir un bon any en el Campionat del Món finalitzant setè en general. El 27 d'abril va aconseguir la primera victòria en Gran Premi d'un pilot nord-americà (concretament, al de Bèlgica, celebrat a Retinne, Fléron) i força segons i tercer llocs en altres Grans Premis. Als EUA, Pomeroy esdevingué el primer nord-americà a liderar la Trans-AMA, en guanyar-ne la primera cursa, disputada a Gainesville (Geòrgia). Curiosament, va guanyar la cursa amb una Bultaco Pursang de sèrie que li va deixar un fan, ja que la seva encara no l'havia rebuda a causa d'un endarreriment en l'enviament des d'Europa. Pomeroy va liderar la Trans-AMA fins que es va lesionar el genoll en la ronda de Puyallup, i no va poder acabar el torneig.
El 1976 fou el seu millor any al Campionat del Món, acabant quart a la general. Malauradament aquell any la seva actuació a la Trans-AMA fou decebedora, però tot i així, gràcies al seu resultat al mundial, Pomeroy va guanyar el premi Man of the Year de la revista Motorcyclist.

### Amb altres marques
El 1977, en part a causa del fitxatge per Bultaco del campió belga Harry Everts, Pomeroy va passar a córrer amb l'equip oficial d'Honda als EUA, per a centrar-se en els campionats AMA de Motocròs de 250 cc, els AMA Supercross i la Trans-AMA. Aquell any va començar fort, amb un nombre de segons llocs als AMA Supercross i va acabar el torneig segon. També va acabar el campionat AMA de 250 cc en tercer lloc i tingué molt bones actuacions a la Trans-AMA de la tardor, destacant-ne un segon a Buchanan, Michigan.
El 1978 va acabar cinquè al campionat AMA de 250 cc. A la Trans-AMA d'aquella tardor, però, Pomeroy es va trencar la clavícula a la ronda d'Unadilla. La lesió li va impedir competir en les primeres rondes de la Trans-AMA, però un cop recuperat va tornar a obtenir bons resultats a les darreres curses.
El 1979, Pomeroy volia tornar al Campionat del Món a Europa. Originalment, tenia previst córrer amb KTM o amb SWM, però en una aturada durant el viatge de tornada de la reunió amb la marca austríaca, el van convèncer de tornar a Bultaco. La marca catalana va ser capaç d'igualar els diners i la tecnologia dels fabricants japonesos i havia posat moltes esperances en la temporada vinent, amb un prototipus de Pursang molt prometedor. Malauradament, Bultaco va suspendre les operacions tot just començar la temporada, quan va entrar en una profunda crisi. Pomeroy va reaccionar i va córrer la part final del Campionat del Món amb la italiana Beta, aconseguint alguns bons resultats i acabant la temporada en 17è lloc final.

### Retirada
Pomeroy havia planejat durant anys retirar-se de les curses abans que aquestes li castiguessin massa el cos. El 1980 va decidir que havia arribat aquest moment i va abandonar les curses de motocròs professional. Malgrat tot, va seguir vinculat a aquest esport mitjançant la seva escola de motocròs. Pomeroy va fer gires pels EUA durant anys tot ajudant a desenvolupar una nova generació de pilots de motocròs nord-americans.
El 1987, anant de passatger en un vehicle es va veure involucrat en un accident que el va deixar amb danys permanents a l'esquena. Tanmateix, va seguir involucrat en l'esport del motocròs tot competint en curses de motos clàssiques i difonent els seus coneixements en escoles de motocròs per tot el Nord-oest dels EUA. La seva naturalesa extravertida i el seu gran sentit de l'humor van fer d'ell un orador molt preuat en tota mena d'esdeveniments de motocròs per tot el món. Pomeroy va ser inclòs al museu motociclista Motorcycle Hall of Fame (amb seu a Ohio, EUA) el 1999. Va córrer amb l'associació AHRMA (American Historic Racing Motorcycle Association) fins a la seva mort.
Jim Pomeroy es va morir el 6 d'agost del 2006 quan va patir un accident mentre conduïa el seu Jeep a Tampico, al comtat de Yakima, Washington.

## El triomf al Vallès
Durant l'hivern de 1973, John Grace, responsable de la filial de Bultaco als EUA, va enviar a Europa un jove fitxatge a disputar algunes curses. Aquest noi desconegut havia completat una brillant temporada al seu país i Grace mirava de convèncer el propietari de Bultaco, Francesc Xavier Bultó, Don Paco, que tenia possibilitats: «Cap, li agradarà! A més, l'he contractat per un parell de samarretes...». Després de fer la pretemporada als exigents circuits de Bèlgica, va tornar a Catalunya a la primavera per a disputar la primera prova del Campionat del Món, i quan va obtenir el segon millor temps als entrenaments tothom va pensar que havia estat un error de cronometratge.

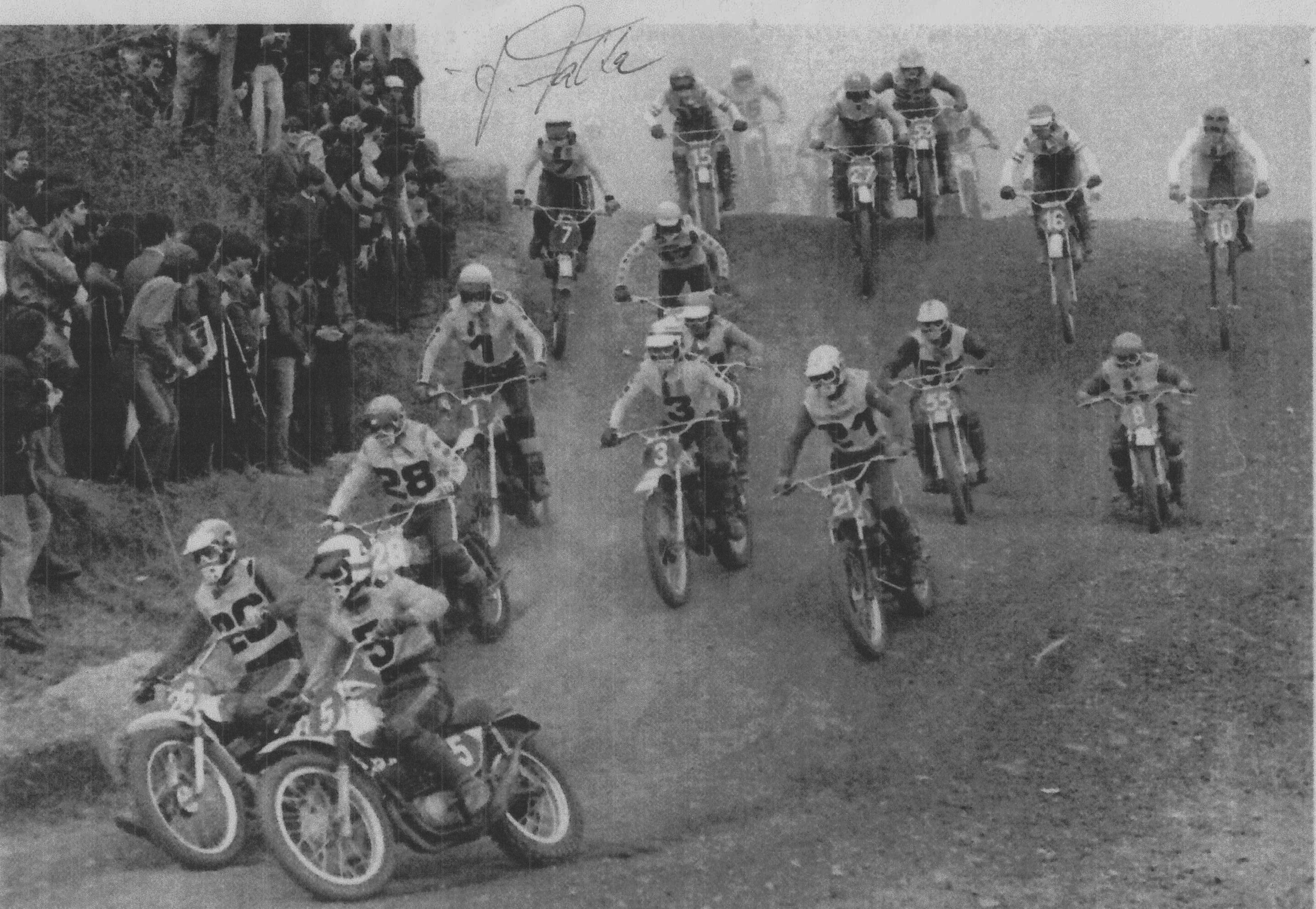
Sortida de la primera mànega del GP d'Espanya de 1973. Pomeroy (26) encapçala la cursa.

Diumenge 8 d'abril, dia de la cursa, es va donar la sortida i el jove americà va arribar al primer revolt vuitè o novè, però a la pujada dels pins ja anava primer i al primer pas per meta era líder, provocant el deliri del públic que omplia de gom a gom l'històric circuit del Vallès (entre Sabadell i Terrassa, al Vallès Occidental). Aquest desconegut pilot era Jim Pomeroy, qui esperonat per l'afecció va posar distància entre ell i els seus perseguidors i no va mirar cap enrere fins a creuar la línia de meta. Amb el temps, els pilots nord-americans s'han convertit en els dominadors de la disciplina, però Jim Pomeroy, amb una Pursang, va ser el primer de tots.
Arribats a la segona mànega, Pomeroy fou quart i això va propiciar l'empat amb Hans Maisch (segon i tercer a ambdues mànegues), cosa que unida a la diferència de temps relegà l'americà al segon lloc al podi del Vallès. Tot i que Jim Pomeroy estava embadalit amb aquest resultat, fou Maisch qui va guanyar la competició aquell dia i va tornar a casa amb el trofeu del guanyador. Malgrat tot, l'endemà va resultar que els organitzadors havien comès un greu error en comptar els punts: l'hivern de 1972, la FIM havia canviat el sistema de puntuació per a decidir la classificació dels participants en un Gran Premi. Fins aleshores, el guanyador era qui menys punts obtenia en el còmput de les dues mànegues, atorgant-se'n un al primer, dos al segon, tres al tercer, etc. Amb la nova normativa, però, els punts que calia computar eren els obtinguts de cara al mundial en cada mànega (15 al primer, 12 al segon, 10 al tercer, 8 al quart, etc.) i guanyava qui més n'aconseguia. Per alguna raó, aquest canvi no va arribar a la RFME i els comissaris encarregats de les classificacions aplicaren el barem anterior que, a causa de l'empat entre Pomeroy i Maisch a 5 punts, va donar la victòria a l'alemany per l'avantatge de set segons en el còmput global de temps. Si s'hagués aplicat el nou sistema de recompte, Pomeroy hagués guanyat el Gran Premi amb 23 punts pels 22 de Maisch.
Uns dies després, es va corregir la situació i Jim Pomeroy va ser declarat oficialment el guanyador del Gran Premi d'Espanya de 250cc. Hans Maisch, però, va conservar el trofeu que havia guanyat. Força anys més tard, un grup d'amics de l'americà, comandats pel seu germà Ron, van anar a Barcelona i li'n van demanar una rèplica al fabricant del trofeu original, la qual lliuraren per sorpresa a Jim Pomeroy durant una competició de motocicletes clàssiques als EUA el 2003.

## Palmarès

### Resultats per any
| Any  | Motocicleta  | Mundial 250cc | Campionat AMA | Campionat AMA | Trans- AMA | Inter- AMA |
| Any  | Motocicleta  | Mundial 250cc | 500cc         | 250cc         | Trans- AMA | Inter- AMA |
| ---- | ------------ | ------------- | ------------- | ------------- | ---------- | ---------- |
| 1972 | Bultaco      | -             | 5è            | -             | -          | -          |
| 1973 | Bultaco      | 7è            | -             | 10è           | -          | 3r         |
| 1974 | Bultaco      | 14è           | -             | -             | 4t         | -          |
| 1975 | Bultaco      | 7è            | -             | -             | 8è         | -          |
| 1976 | Bultaco      | 4t            | -             | -             | -          | -          |
| 1977 | Honda        | -             | -             | 3r            | 6è         | -          |
| 1978 | Honda        | -             | -             | 5è            | -          | -          |
| 1979 | Bultaco/Beta | 17è           | -             | -             | -          | -          |

### Resultats en Grans Premis
- Barem de puntuació de 1970 a 1983:

| Posició | 1  | 2  | 3  | 4 | 5 | 6 | 7 | 8 | 9 | 10 |
| Punts   | 15 | 12 | 10 | 8 | 6 | 5 | 4 | 3 | 2 | 1  |

| Resultats que computen |
| Fins al 1972: 1/2 + 1 dels GP (cal acabar-hi les 2 mànegues); 1973-76: 1/2 + 1 de les mànegues; Des de 1977: Totes les mànegues |

| 1973   | 250cc | Bultaco | ESP 1 | ESP 4  | ITA 5 | ITA 5 | BEL - | BEL 7 | CH 6  | CH -  | POL - | POL 5 | YUG - | YUG 5 | FRA - | FRA -  | FIN 3 | FIN 10 | USR 8 | USR - | SWE 10 | SWE - | AUT - | AUT - |       |       | 7è  | 71  |
| 1974   | 250cc | Bultaco | ESP 7 | ESP 10 | ITA - | ITA - | CZE 7 | CZE 3 | POL - | POL - | YUG - | YUG - | UK -  | UK -  | GER - | GER -  | NED - | NED -  | FIN 8 | FIN 3 | SWE -  | SWE 6 | CH -  | CH 7  |       |       | 14è | 41  |
| 1975   | 250cc | Bultaco | ESP - | ESP -  | AUT 6 | AUT 5 | BEL 1 | BEL 4 | CZE - | CZE 6 | POL - | POL - | YUG 6 | YUG 4 | GER 3 | GER 10 | UK 3  | UK 8   | FRA 6 | FRA 8 | SWE -  | SWE 5 | FIN - | FIN - | CH 5  | CH 2  | 7è  | 101 |
| 1976   | 250cc | Bultaco | ESP 4 | ESP 4  | BEL 7 | BEL 4 | CZE 4 | CZE - | POL 1 | POL 5 | USR - | USR - | YUG - | YUG 6 | ITA 1 | ITA -  | FRA - | FRA -  | UK 4  | UK -  | GER -  | GER 3 | NED 3 | NED 9 | SWE - | SWE - | 4t  | 102 |
| 1977   | 500cc | Honda   | AUT - | AUT -  | NED - | NED - | SWE - | SWE - | FIN - | FIN - | GER - | GER - | ITA - | ITA - | USA 1 | USA -  | CAN - | CAN -  | UK -  | UK -  | BEL -  | BEL - | LUX - | LUX - | CH -  | CH -  | 15è | 15  |
| Fonts: |       |         |       |        |       |       |       |       |       |       |       |       |       |       |       |        |       |        |       |       |        |       |       |       |       |       |     |     |

### Fites esportives
- Circuit del Vallès, 1973:
  - El pilot més jove a guanyar una cursa del Campionat del Món de motocròs[7]
  - 1r pilot a guanyar en el seu debut al Campionat del Món de motocròs[17]
  - 1r pilot a guanyar una cursa del Campionat del Món de motocròs amb moto catalana (Bultaco)[18]
  - 1r nord-americà a guanyar una cursa del Campionat del Món de motocròs[19]
  - 1r nord-americà a liderar el Campionat del Món de motocròs[20]
- Altres:
  - 1r no-campió del món a guanyar el Trophée des Nations (1974, representant els EUA)
  - 1r guanyador d'una cursa de Supercross indoor (Houston, Texas, 1974)
  - 1r americà a liderar el campionat de la Trans-AMA (1975)
  - 1r nord-americà a guanyar una mànega al Gran Premi dels EUA de 500cc (Carlsbad, Califòrnia, 1977)